# Campeonato Sul-Mato-Grossense de Futebol de 2023
A Série A do Campeonato Sul-Mato-Grossense de 2023, também conhecida oficialmente como Campeonato Sul-Mato-Grossense de Futebol Profissional — Série A 2023 ou simplesmente como Sul-Mato-Grossense 2023, foi a 45.ª edição da principal divisão do estado do Mato Grosso do Sul.
A disputa foi organizada pela Federação de Futebol de Mato Grosso do Sul — FFMS e disputada por dez clubes. O torneio começou em 22 de janeiro com os jogos da primeira rodada da fase regular, terminando em 30 de abril com o jogo de volta da decisão pelo título. Na fase classificatória, divididas em dois grupos, todos se enfrentam dentro do grupo, em turno e returno. Os quatro melhores de cada chave avançaram para as quartas de final, depois semifinal e final, com partidas de ida e volta. O pior time de cada grupo na primeira fase foi rebaixado.
O campeão do certame garantiu uma vaga na Série D do Campeonato Brasileiro e junto do vice uma vaga na Copa do Brasil de 2024.

## Regulamento

### Sistema de disputa
O Campeonato Sul-Mato-Grossense de Futebol Profissional — Série A — Edição 2023, será constituído por dez clubes profissionais e terá início no dia 22 de janeiro de 2023 e terá seu final em 30 de abril de 2023. Será realizado em quatro fases distintas:
| Primeira fase — Fase classificatória |                                                                    |
| --- | ------------------------------------------------------------------ |
| Os dez clubes serão distribuídas em dois grupos com dois grupos com cinco equipes cada, assim constituídos: \| Grupo A \| Costa Rica Esporte Clube (Costa Rica) \| \| Grupo A \| Operário Futebol Clube (Campo Grande) \| \| Grupo A \| Esporte Clube Comercial (Campo Grande) \| \| Grupo A \| Sociedade Esportiva e Recreativa Chapadão – SERC (Chapadão do Sul) \| \| Grupo A \| Coxim Atlético Clube (Coxim) \| \| Grupo B \| Dourados Atlético Clube (Dourados) \| \| Grupo B \| Aquidauanense Futebol Clube (Aquidauana) \| \| Grupo B \| Operário Atlético Caarapoense (Caarapó) \| \| Grupo B \| Novo Futebol Clube (Sidrolândia) \| \| Grupo B \| Ivinhema Futebol Clube (Ivinhema) \| As equipes do grupo jogarão dentro do próprio grupo, em jogos de ida e volta (turno e returno). Classificam-se para a segunda fase as equipes colocadas em 1º, 2º, 3º e 4º lugares de cada grupo. |                                                                    |
| Grupo A | Costa Rica Esporte Clube (Costa Rica)                              |
| Grupo A | Operário Futebol Clube (Campo Grande)                              |
| Grupo A | Esporte Clube Comercial (Campo Grande)                             |
| Grupo A | Sociedade Esportiva e Recreativa Chapadão – SERC (Chapadão do Sul) |
| Grupo A | Coxim Atlético Clube (Coxim)                                       |
| Grupo B | Dourados Atlético Clube (Dourados)                                 |
| Grupo B | Aquidauanense Futebol Clube (Aquidauana)                           |
| Grupo B | Operário Atlético Caarapoense (Caarapó)                            |
| Grupo B | Novo Futebol Clube (Sidrolândia)                                   |
| Grupo B | Ivinhema Futebol Clube (Ivinhema)                                  |

| As oito equipes classificadas serão divididas em quatro grupos de duas equipes cada, assim constituídos: \| Grupo C \| Grupo D \| Grupo E \| Grupo F \| \| ------------------- \| ------------------- \| ------------------- \| ------------------- \| \| 1º lugar do Grupo A \| 2º lugar do Grupo B \| 1º lugar do Grupo B \| 2º lugar do Grupo A \| \| 4º lugar do Grupo B \| 3º lugar do Grupo A \| 4º lugar do Grupo A \| 3º lugar do Grupo B \| As equipes do grupo jogarão dentro do próprio grupo, em jogos de ida e volta (turno e returno). Classificam-se para a terceira fase as equipes colocados em 1º lugar nos grupos C, D, E e F. |                     |                     |                     |
| Grupo C | Grupo D             | Grupo E             | Grupo F             |
| 1º lugar do Grupo A | 2º lugar do Grupo B | 1º lugar do Grupo B | 2º lugar do Grupo A |
| 4º lugar do Grupo B | 3º lugar do Grupo A | 4º lugar do Grupo A | 3º lugar do Grupo B |

| Terceira fase — Semifinal |                     |
| --- | ------------------- |
| As quatro equipes classificadas serão divididas em dois grupos de duas equipes cada, assim constituídos: \| Grupo G \| Grupo H \| \| ------------------- \| ------------------- \| \| 1º lugar do Grupo C \| 1º lugar do Grupo D \| \| 1º lugar do Grupo E \| 1º lugar do Grupo F \| As equipes do grupo G e H jogarão dentro do próprio grupo, em jogos de ida e volta (turno e returno), classificando-se para a quarta fase a equipe classificada em 1º lugar nos grupos G e H. |                     |
| Grupo G | Grupo H             |
| 1º lugar do Grupo C | 1º lugar do Grupo D |
| 1º lugar do Grupo E | 1º lugar do Grupo F |

| Quarta fase — Final |                     |
| --- | ------------------- |
| As duas equipes classificadas serão divididas em grupo único de duas equipes, assim constituídos: \| Grupo I \| Grupo I \| \| ------------------- \| ------------------- \| \| 1º lugar do Grupo G \| 1º lugar do Grupo H \| As equipes do grupo I jogarão dentro do próprio grupo, em jogos de ida e volta (turno e returno). Será declarada campeão da Campeã Sul-Mato-Grossense de Futebol Profissional – Série A – Edição 2023 a equipe que obter o maior número de pontos conquistados nesta fase. |                     |
| Grupo I |                     |
| 1º lugar do Grupo G | 1º lugar do Grupo H |

### Pontuação e critérios de desempate
| Pontuação |
| --- |
| A competição será regida pelo sistema de pontos ganhos, observado-se os seguintes critérios: - três pontos por vitória; e - um ponto por empate. |
| Critérios de desempate |
| Ocorrendo igualdade em pontos ganhos entre duas ou mais equipes nas fases, aplicam-se sucessivamente os seguintes critérios de desempate: 1. maior número de vitórias; 2. maior saldo de gols; 3. maior número de gols pró; 4. confronto direto [exclusivo quando o empate ocorrer entre duas equipes]; 5. menor número de cartões vermelhos 6. menor número de cartões amarelos 7. sorteio. |

### Rebaixamento
As equipes colocadas em 5º lugar nos grupos A e B ao término da primeira fase (classificatória) da competição, sofrerão descenso para a Série B de 2024.

## Participantes
Ao todo, participam 10 equipes, divididas em dois grupos na primeira fase. O grupo A tem Costa Rica (Costa Rica), Operário (Campo Grande), Comercial (Campo Grande), SERC (Chapadão do Sul) e Coxim (Coxim). Já a chave B é composta por Dourados (Dourados), Aquidauanense (Aquidauana), Operário de Caarapó (Caarapó), Novo (Sidrolândia) e Ivinhema (Ivinhema).
| Equipe              | Cidade          | Fundação               | Estádio        | Em 2022     | Títulos (último) |
| ------------------- | --------------- | ---------------------- | -------------- | ----------- | ---------------- |
| Aquidauanense       | Aquidauana      | 10 de dezembro de 2001 | Noroeste       | 6º colocado | (nenhum)         |
| Comercial           | Campo Grande    | 15 de março de 1943    | Jacques da Luz | 8º colocado | 9 (em 2015)      |
| Costa Rica          | Costa Rica      | 2 de dezembro de 2004  | Laertão        | 3º colocado | 1 (em 2021)      |
| Coxim               | Coxim           | 10 de janeiro de 2002  | André Borges   | 7º colocado | 1 (em 2006)      |
| Dourados            | Dourados        | 20 de dezembro de 2020 | Douradão       | 4º colocado | (nenhum)         |
| Ivinhema            | Ivinhema        | 1 de janeiro de 2006   | Saraivão       | —           | 1 (em 2008)      |
| Novo                | Sidrolândia     | 11 de outubro de 2010  | Sotero Zarate  | —           | (nenhum)         |
| Operário            | Campo Grande    | 21 de agosto de 1938   | Jacques da Luz | Campeão     | 12 (em 2022)     |
| Operário de Caarapó | Caarapó         | 1 de maio de 1952      | Carecão        | —           | (nenhum)         |
| SERC                | Chapadão do Sul | 28 de agosto de 1981   | Jairzão        | 5º colocado | 2 (em 2003)      |

| Fonte: FFMS — GE |

## Primeira fase

### Classificação do Grupo A
| Pos. | Equipe       | PG | J | V | E | D | GP | GS | SG | %  | Classificação |
| ---- | ------------ | -- | - | - | - | - | -- | -- | -- | -- | ------------- |
| 1    | Costa Rica   | 19 | 8 | 6 | 1 | 1 | 15 | 6  | +9 | 79 | Classificados |
| 2    | Operário-MS  | 15 | 8 | 5 | 0 | 3 | 13 | 8  | +5 | 63 | Classificados |
| 3    | SERC         | 13 | 8 | 4 | 1 | 3 | 11 | 10 | +1 | 54 | Classificados |
| 4    | Coxim        | 8  | 8 | 2 | 2 | 4 | 4  | 11 | −7 | 29 | Classificados |
| 5    | Comercial-MS | 2  | 8 | 0 | 2 | 6 | 4  | 12 | −8 | 8  | Rebaixado     |

| Atualizada com os jogos do dia 26 de fevereiro de 2023. Fonte: FFMS — GE |
| Regras para classificação: 1) mais pontos; 2) mais vitórias; 3) melhor saldo de gols; 4) mais gols pró; 5) confronto direto [exclusivo entre duas equipes]; 6) menos cartões vermelhos; 7) menos cartões amarelos; 8) sorteio. |

### Classificação do Grupo B
| Pos. | Equipe              | PG | J | V | E | D | GP | GS | SG | %  | Classificação |
| ---- | ------------------- | -- | - | - | - | - | -- | -- | -- | -- | ------------- |
| 1    | Dourados            | 19 | 8 | 6 | 1 | 1 | 11 | 5  | +6 | 79 | Classificados |
| 2    | Ivinhema            | 11 | 8 | 3 | 2 | 3 | 14 | 9  | +5 | 46 | Classificados |
| 3    | Novo                | 11 | 8 | 3 | 2 | 3 | 11 | 10 | +1 | 46 | Classificados |
| 4    | Aquidauanense       | 10 | 8 | 3 | 1 | 4 | 9  | 15 | −6 | 42 | Classificados |
| 5    | Operário de Caarapó | 5  | 8 | 1 | 2 | 5 | 9  | 15 | −6 | 21 | Rebaixado     |

| Atualizada com os jogos do dia 26 de fevereiro de 2023. Fonte: FFMS — GE |
| Regras para classificação: 1) mais pontos; 2) mais vitórias; 3) melhor saldo de gols; 4) mais gols pró; 5) confronto direto [exclusivo entre duas equipes]; 6) menos cartões vermelhos; 7) menos cartões amarelos; 8) sorteio. |

### Resultados
| 22 de janeiro | Dourados            | 1 — 0     | Aquidauanense | Dourados          |  |
| 15:30         | Jair dos Santos 25' | Relatório |               | Estádio: Douradão |  |

| 22 de janeiro | Costa Rica                   | 2 — 0     | SERC | Costa Rica       |  |
| 16:00         | Cristiano Lopes 39', 52' (p) | Relatório |      | Estádio: Laertão |  |

| 1 de fevereiro | Comercial | 0 — 1     | Coxim     | Campo Grande            |  |
| 15:00          |           | Relatório | Tales 70' | Estádio: Jacques da Luz |  |

| 1 de fevereiro | Novo               | 1 — 0     | Operário de Caarapó | Sidrolândia            |  |
| 15:00          | Luan Rodrigues 59' | Relatório |                     | Estádio: Sotero Zarate |  |

| 28 de janeiro | Aquidauanense    | 1 — 0     | Novo | Aquidauana                       |  |
| 15:00         | Bruno Amorim 81' | Relatório |      | Estádio: Municipal de Aquidauana |  |

| 29 de janeiro | Operário de Caarapó | 0 — 3     | Ivinhema                                   | Caarapó          |  |
| 15:00         |                     | Relatório | Douglas 15' · Bruno 23' · Diego Pontes 76' | Estádio: Carecão |  |

| 8 de fevereiro | Coxim   | 1 — 4     | Operário                                         | Coxim                 |  |
| 15:00          | Kim 37' | Relatório | Tony Junior 02', 48' · Irapuan 80' · Alfredo 88' | Estádio: André Borges |  |

| 18 de fevereiro | SERC                          | 2 — 1     | Comercial          | Costa Rica       |  |
| 10:00           | João Pedro 06' · Joaninha 15' | Relatório | Pedro Henrique 39' | Estádio: Laertão |  |

| 5 de fevereiro | Operário | 0 — 1     | Costa Rica        | Campo Grande            |  |
| 15:00          |          | Relatório | Fábio Augusto 45' | Estádio: Jacques da Luz |  |

| 5 de fevereiro | Coxim | 0 — 2     | SERC                     | Coxim                 |  |
| 15:00          |       | Relatório | Macedo 52' · Maílson 73' | Estádio: André Borges |  |

| 5 de fevereiro | Ivinhema    | 1 — 0     | Dourados | Ivinhema          |  |
| 15:00          | Douglas 51' | Relatório |          | Estádio: Saraivão |  |

| 5 de fevereiro | Operário de Caarapó         | 2 — 1     | Aquidauanense  | Caarapó          |  |
| 15:00          | Rodrigo Melo 32' · Rian 93' | Relatório | Renê Silva 87' | Estádio: Carecão |  |

| 12 de fevereiro | SERC         | 1 — 0     | Operário | Costa Rica       |  |
| 10:00           | Vinicius 02' | Relatório |          | Estádio: Laertão |  |

| 12 de fevereiro | Aquidauanense                                    | 3 — 1     | Ivinhema    | Aquidauana                       |  |
| 15:00           | Júlio Cesar 46' · Matheus Cabañas 84' · Renê 97' | Relatório | Douglas 27' | Estádio: Municipal de Aquidauana |  |

| 12 de fevereiro | Dourados                        | 2 — 0     | Novo | Dourados          |  |
| 15:30           | Pedro Isidoro 24' · Robinho 72' | Relatório |      | Estádio: Douradão |  |

| 12 de fevereiro | Costa Rica               | 2 — 0     | Comercial | Costa Rica       |  |
| 16:00           | Edson 26' · Bruninho 35' | Relatório |           | Estádio: Laertão |  |

| 29 de janeiro | Comercial   | 1 — 3     | Operário                                               | Campo Grande            |  |
| 15:00         | Gustavo 45' | Relatório | Márcio Luz 01' · Felipe Chaves 51' · Kaíque Maciel 92' | Estádio: Jacques da Luz |  |

| 18 de fevereiro | Costa Rica     | 1 — 0     | Coxim | Costa Rica       |  |
| 15:00           | Cristiano 101' | Relatório |       | Estádio: Laertão |  |

| 18 de fevereiro | Dourados   | 1 — 0     | Operário de Caarapó | Dourados          |  |
| 15:30           | Dandan 40' | Relatório |                     | Estádio: Douradão |  |

| 18 de fevereiro | Novo                       | 2 — 1     | Ivinhema  | Sidrolândia            |  |
| 18:00           | Rodriguinho 15' · Luan 26' | Relatório | Bruno 49' | Estádio: Sotero Zarate |  |

| 25 de fevereiro | Aquidauanense                         | 2 — 2     | Dourados                     | Aquidauana                       |  |
| 15:00           | Matheus Cabañas 18' · João Victor 59' | Relatório | Mateus Bastos 25' · Jair 28' | Estádio: Municipal de Aquidauana |  |

| 26 de fevereiro | Coxim | 0 — 0     | Comercial | Coxim                 |  |
| 15:00           |       | Relatório |           | Estádio: André Borges |  |

| 26 de fevereiro | SERC                                                 | 3 — 4     | Costa Rica                                | Campo Grande            |  |
| 15:00           | João Pedro Santos 50' · Luiz Alceu 58' · Maílson 92' | Relatório | João Victor 25' · Cristiano 57', 80', 89' | Estádio: Jacques da Luz |  |

| 26 de fevereiro | Operário de Caarapó                     | 4 — 4     | Novo                                            | Caarapó          |  |
| 15:00           | Rodrigo Melo 07', 23', 54' · Thomas 46' | Relatório | Geraldo 31' · Rodriguinho 48' · Cássio 78', 82' | Estádio: Carecão |  |

| 1 de março | Ivinhema  | 1 — 1     | Operário de Caarapó | Ivinhema          |  |
| 15:00      | Vitão 01' | Relatório | Rodrigo Melo 49'    | Estádio: Saraivão |  |

| 1 de março | Novo                                         | 3 — 0     | Aquidauanense | Sidrolândia            |  |
| 18:00      | Rodriguinho 14' · Lucas Pezão 41' · Luan 93' | Relatório |               | Estádio: Sotero Zarate |  |

| 2 de março | Comercial | 0 — 1     | SERC                 | Campo Grande            |  |
| 15:00      |           | Relatório | Leonardo Almeida 24' | Estádio: Jacques da Luz |  |

| 8 de março | Operário                                 | 3 — 0     | Coxim | Campo Grande            |  |
| 15:00      | Tony Junior 77', 82' · Márcio Kaique 88' | Relatório |       | Estádio: Jacques da Luz |  |

| 4 de março | Aquidauanense                  | 2 — 1     | Operário de Caarapó | Aquidauana                       |  |
| 15:00      | Neto 58' · Matheus Cabañas 70' | Relatório | Andrey 49'          | Estádio: Municipal de Aquidauana |  |

| 4 de março | Dourados                  | 2 — 1     | Ivinhema       | Dourados          |  |
| 15:30      | Flaviano 21' · Felipe 75' | Relatório | Marquinhos 34' | Estádio: Douradão |  |

| 5 de março | SERC        | 1 — 1     | Coxim      | Costa Rica       |  |
| 10:00      | Eliakim 44' | Relatório | Braian 41' | Estádio: Laertão |  |

| 5 de março | Costa Rica                                  | 3 — 0     | Operário | Costa Rica       |  |
| 15:00      | Fabiano 23' · Cristiano 64' · Guilherme 87' | Relatório |          | Estádio: Laertão |  |

| 11 de março | Comercial                          | 2 — 2     | Costa Rica                  | Campo Grande            |  |
| 16:00       | Breno Cruz 77' · Henrique Mumu 94' | Relatório | Luizão 28' · Léo Junior 73' | Estádio: Jacques da Luz |  |

| 11 de março | Novo | 0 — 1     | Dourados           | Sidrolândia            |  |
| 18:00       |      | Relatório | Matheus Bastos 74' | Estádio: Sotero Zarate |  |

| 12 de março | Operário                    | 2 — 1     | SERC     | Campo Grande            |  |
| 15:00       | Lucão 51' · Fernandinho 93' | Relatório | Alan 35' | Estádio: Jacques da Luz |  |

| 12 de março | Ivinhema                                              | 5 — 0     | Aquidauanense | Ivinhema          |  |
| 15:00       | Douglas 42' · Vitão 49' · Thiago 73' · Bruno 76', 85' | Relatório |               | Estádio: Saraivão |  |

| 19 de março | Operário          | 1 — 0     | Comercial | Campo Grande            |  |
| 15:00       | Kaíque Maciel 74' | Relatório |           | Estádio: Jacques da Luz |  |

| 19 de março | Coxim     | 1 — 0     | Costa Rica | Coxim                 |  |
| 15:00       | Elber 08' | Relatório |            | Estádio: André Borges |  |

| 19 de março | Ivinhema       | 1 — 1     | Novo     | Ivinhema          |  |
| 15:00       | Marquinhos 11' | Relatório | Luan 37' | Estádio: Saraivão |  |

| 19 de março | Operário de Caarapó | 1 — 2     | Dourados                          | Caarapó          |  |
| 15:00       | Rodrigo Melo 91'    | Relatório | Firmino 26' · Guilherme Olavo 37' | Estádio: Carecão |  |

| Fonte: FFMS — GE |

## Fase final
|  | Quartas de final         | Quartas de final         | Quartas de final         | Quartas de final         |   |            | Semifinais      | Semifinais      | Semifinais      | Semifinais      |  |            | Final            | Final            | Final            | Final            |  |  |
|  | 25 de março a 2 de abril | 25 de março a 2 de abril | 25 de março a 2 de abril | 25 de março a 2 de abril |   |            | 8 a 16 de abril | 8 a 16 de abril | 8 a 16 de abril | 8 a 16 de abril |  |            | 23 a 30 de abril | 23 a 30 de abril | 23 a 30 de abril | 23 a 30 de abril |  |  |
|  |                          |                          |                          |                          |   |            |                 |                 |                 |                 |  |            |                  |                  |                  |                  |  |  |
|  | Costa Rica               | 0                        | 2                        | 2                        |   |            |                 |                 |                 |                 |  |            |                  |                  |                  |                  |  |  |
|  | Aquidauanense            | 1                        | 0                        | 1                        |   |            |                 |                 |                 |                 |  |            |                  |                  |                  |                  |  |  |
|  | Aquidauanense            | 1                        | 0                        | 1                        |   | Costa Rica | 1               | 0               | 1               |                 |  |            |                  |                  |                  |                  |  |  |
|  |                          |                          |                          |                          |   | Costa Rica | 1               | 0               | 1               |                 |  |            |                  |                  |                  |                  |  |  |
|  |                          | Ivinhema                 | 0                        | 1                        | 1 |            |                 |                 |                 |                 |  |            |                  |                  |                  |                  |  |  |
|  | Ivinhema                 | Ivinhema                 | 0                        | 1                        | 1 | 3          | 2               | 5               |                 |                 |  |            |                  |                  |                  |                  |  |  |
|  | Ivinhema                 |                          |                          |                          |   | 3          | 2               | 5               |                 |                 |  |            |                  |                  |                  |                  |  |  |
|  | SERC                     | 0                        | 4                        | 4                        |   |            |                 |                 |                 |                 |  |            |                  |                  |                  |                  |  |  |
|  | SERC                     | 0                        | 4                        | 4                        |   |            |                 |                 |                 |                 |  | Costa Rica | 0                | 1                | 1                |                  |  |  |
|  |                          |                          |                          |                          |   |            |                 |                 |                 |                 |  | Costa Rica | 0                | 1                | 1                |                  |  |  |
|  |                          | Operário-MS              | 0                        | 1                        | 1 |            |                 |                 |                 |                 |  |            |                  |                  |                  |                  |  |  |
|  | Dourados                 | Operário-MS              | 0                        | 1                        | 1 | 2          | 6               | 8               |                 |                 |  |            |                  |                  |                  |                  |  |  |
|  | Dourados                 |                          |                          |                          |   | 2          | 6               | 8               |                 |                 |  |            |                  |                  |                  |                  |  |  |
|  | Coxim                    | 0                        | 0                        | 0                        |   |            |                 |                 |                 |                 |  |            |                  |                  |                  |                  |  |  |
|  | Coxim                    | 0                        | 0                        | 0                        |   | Dourados   | 1               | 0               | 1               |                 |  |            |                  |                  |                  |                  |  |  |
|  |                          |                          |                          |                          |   | Dourados   | 1               | 0               | 1               |                 |  |            |                  |                  |                  |                  |  |  |
|  |                          | Operário-MS              | 2                        | 0                        | 2 |            |                 |                 |                 |                 |  |            |                  |                  |                  |                  |  |  |
|  | Operário-MS              | Operário-MS              | 2                        | 0                        | 2 | 0          | 4               | 4               |                 |                 |  |            |                  |                  |                  |                  |  |  |
|  | Operário-MS              |                          |                          |                          |   | 0          | 4               | 4               |                 |                 |  |            |                  |                  |                  |                  |  |  |
|  | Novo                     | 2                        | 1                        | 3                        |   |            |                 |                 |                 |                 |  |            |                  |                  |                  |                  |  |  |

### Quartas de final
| 25 de março IDA | Aquidauanense       | 1 — 0 | Costa Rica |  |  |
| 15:00           | Matheus Cabañas 88' |       |            |  |  |

| 2 de abril VOLTA | Costa Rica                       | 2 — 0 (2 − 1 agr.) | Aquidauanense |  |  |
| 15:00            | João Victor 62' · Luan Macaé 93' |                    |               |  |  |

| 26 de março IDA | SERC | 0 — 3 | Ivinhema                                        |  |  |
| 15:00           |      |       | Tiaguinho 20' · Marcus Vinicius 47' · Bruno 92' |  |  |

| 2 de abril VOLTA | Ivinhema         | 2 — 4 (5 − 4 agr.) | SERC                                    |  |  |
| 15:00            | Douglas 09', 15' |                    | Kanu 07' · Joaninha 38', 47' · Dudu 81' |  |  |

| 26 de março IDA | Coxim | 0 — 2 | Dourados                         |  |  |
| 15:00           |       |       | Firmino 56' · Douglas Guedes 56' |  |  |

| 2 de abril VOLTA | Dourados                                                                          | 6 — 0 (8 − 0 agr.) | Coxim |  |  |
| 15:30            | Firmino 01' · Matheus Bastos 51', 80' · Eduardo Porto 79' · Felipe Jesus 84', 87' |                    |       |  |  |

| 25 de março IDA | Novo                    | 2 — 0 | Operário-MS |  |  |
| 18:00           | Luan 17' · Lisandro 93' |       |             |  |  |

| 2 de abril VOLTA | Operário-MS                            | 4 — 1 (4 − 3 agr.) | Novo     |  |  |
| 15:30            | Tony Junior 05', 26', 39' · Johnny 18' |                    | Luan 46' |  |  |

### Semifinal
| 8 de abril IDA | Ivinhema | 0 — 1 | Costa Rica     |  |  |
| 15:00          |          |       | João Vitor 48' |  |  |

| 16 de abril VOLTA | Costa Rica | 0 — 1 (1 − 1 agr.) | Ivinhema  |  |  |
| 15:00             |            |                    | Vitão 77' |  |  |

| 8 de abril IDA | Operário-MS             | 2 — 1 | Dourados   |  |  |
| 16:00          | Kaíque 22' · Johnny 24' |       | Alemão 83' |  |  |

| 16 de abril VOLTA | Dourados | 0 — 0 (1 − 2 agr.) | Operário-MS |  |
| 15:00             |          |                    |             |  |

### Final
| \| 23 de abril \| Operário-MS \| 0 — 0 \| Costa Rica \| \| \| 15:00 \| \| \| \| \| |             |       |            |  |
| 23 de abril                                                                        | Operário-MS | 0 — 0 | Costa Rica |  |
| 15:00                                                                              |             |       |            |  |

| \| 30 de abril \| Costa Rica \| 1 — 1 (1 − 1 agr.) \| Operário-MS \| \| \| \| 15:00 \| Bruninho 44' \| \| Irapuan 93' \| \| \| |              |                    |             |  |  |
| 30 de abril | Costa Rica   | 1 — 1 (1 − 1 agr.) | Operário-MS |  |  |
| 15:00 | Bruninho 44' |                    | Irapuan 93' |  |  |

## Técnicos
| Equipe              | Técnico                |
| ------------------- | ---------------------- |
| Aquidauanense       | Mauro Marino (1ª—)     |
| Comercial-MS        | Ronildo Rocha (1ª—)    |
| Costa Rica          | Rogério Henrique (1ª—) |
| Coxim               | Ederson Araújo (1ª—)   |
| Dourados            | Chiquinho Lima (1ª—)   |
| Ivinhema            | Douglas Ricardo (1ª—)  |
| Novo                | Ailton Silva (1ª—)     |
| Operário            | Celso Rodrigues (1ª—)  |
| Operário de Caarapó | Deda (1ª—)             |
| SERC                | Rodrigo Ribeiro (1ª—)  |

## Público
Maiores públicos
Estes são os dez maiores públicos pagantes do campeonato, sem considerar as partidas com portões fechados:
| N.º | Público | Mandante            | Placar | Visitante   | Estádio         | Data          | Rodada    | Ref.   |
| --- | ------- | ------------------- | ------ | ----------- | --------------- | ------------- | --------- | ------ |
| 1   | 2 520   | Dourados            | 0–0    | Operário-MS | Douradão        | 16 de abril   | Semifinal | [ 6 ]  |
| 2   | 2 414   | Costa Rica          | 1–1    | Operário-MS | Laertão         | 30 de abril   | Final     | [ 7 ]  |
| 3   | 1 928   | Operário-MS         | 0–0    | Costa Rica  | Jacques da Luz  | 23 de abril   | Final     | [ 8 ]  |
| 4   | 932     | Comercial-MS        | 1–3    | Operário-MS | Jacques da Luz  | 29 de janeiro | 5ª        | [ 9 ]  |
| 5   | 911     | Operário-MS         | 2–1    | Dourados    | Jacques da Luz  | 8 de abril    | Semifinal | [ 10 ] |
| 6   | 740     | Operário-MS         | 4–1    | Novo        | Jacques da Luz  | 2 de abril    | Quartas   | [ 11 ] |
| 7   | 722     | Comercial-MS        | 1–0    | Novo        | Jacques da Luz  | 19 de março   | 10ª       | [ 12 ] |
| 8   | 638     | Costa Rica          | 0–1    | Ivinhema    | Laertão         | 16 de abril   | Semifinal | [ 13 ] |
| 9   | 580     | Dourados            | 6–0    | Coxim       | Douradão        | 2 de abril    | Quartas   | [ 14 ] |
| 10  | 566     | Operário de Caarapó | 0–3    | Ivinhema    | Estádio Carecão | 29 de janeiro | 2ª        | [ 15 ] |

Menores públicos
Estes são os dez menores públicos pagantes do campeonato, sem considerar as partidas com portões fechados:
| N.º | Público | Mandante     | Placar | Visitante    | Estádio        | Data            | Rodada  | Ref.   |
| --- | ------- | ------------ | ------ | ------------ | -------------- | --------------- | ------- | ------ |
| 1   | 30      | Coxim        | 1–0    | Costa Rica   | André Borges   | 19 de março     | 10ª     | [ 16 ] |
| 2   | 32      | Coxim        | 0–2    | Dourados     | André Borges   | 26 de março     | Quartas | [ 17 ] |
| 2   | 32      | Coxim        | 0–0    | Comercial-MS | André Borges   | 26 de fevereiro | 6ª      | [ 18 ] |
| 2   | 32      | Coxim        | 1–4    | Operário-MS  | André Borges   | 8 de fevereiro  | 2ª      | [ 19 ] |
| 5   | 36      | SERC         | 1–1    | Coxim        | Laertão        | 5 de março      | 8ª      | [ 20 ] |
| 6   | 40      | Comercial-MS | 2–2    | Costa Rica   | Jacques da Luz | 11 de março     | 9ª      | [ 21 ] |
| 6   | 40      | SERC         | 1–0    | Operário-MS  | Laertão        | 12 de fevereiro | 4ª      | [ 22 ] |
| 8   | 45      | SERC         | 2–1    | Comercial-MS | Laertão        | 18 de fevereiro | 2ª      | [ 23 ] |
| 9   | 49      | SERC         | 0–3    | Ivinhema     | Laertão        | 26 de março     | Quartas | [ 24 ] |
| 10  | 51      | Comercial-MS | 0–1    | SERC         | Jacques da Luz | 2 de março      | 7ª      | [ 25 ] |

Médias de público
Estas são as médias de público dos clubes no campeonato. Considera-se apenas os jogos da equipe como mandante e o público pagante:
| Pos.  | Equipe              | Média | Total  | Mandos | Maior | Menor |
| ----- | ------------------- | ----- | ------ | ------ | ----- | ----- |
| 1     | Dourados            | 839   | 5 036  | 6      | 2 520 | 415   |
| 2     | Operário-MS         | 740   | 5 181  | 7      | 1 928 | 177   |
| 3     | Costa Rica          | 642   | 4 494  | 7      | 2 414 | 194   |
| 4     | Operário de Caarapó | 382   | 1 530  | 4      | 566   | 176   |
| 5     | Ivinhema            | 321   | 1 929  | 6      | 453   | 100   |
| 6     | Aquidauanense       | 295   | 1 476  | 5      | 416   | 155   |
| 7     | Comercial-MS        | 271   | 1 083  | 4      | 932   | 40    |
| 8     | Novo                | 181   | 905    | 5      | 445   | 95    |
| 9     | Coxim               | 49    | 246    | 5      | 120   | 30    |
| 10    | SERC                | 47    | 236    | 5      | 66    | 36    |
| Total | Total               | 410   | 22 116 | 54     | 2 520 | 30    |

## Premiação
| Série A de 2023 Campeonato Sul-Mato-Grossense de Futebol |
| -------------------------------------------------------- |
| Costa Rica Campeão (2º título)                           |